# 帕特·麦吉尔
帕特里克·卢西·麦吉尔 OC OBC FRSC（1927年6月29日—2022年8月29日），漢名畢麥基，是一名加拿大醫生、教授和醫學研究員。他被認為是阿茲海默症成因和預防方面的權威，是該病的炎症假說的主要作者，該假說認為阿茲海默症是大腦皮層的炎症。他也是一名男子籃球運動員，曾參加1948年夏季奧林匹克運動會。他還是一名政治家，1962年至1986年在不列顛哥倫比亞省省議會中代表溫哥華灰角選區，1976年至1986年是不列顛哥倫比亞省內閣成員。1995年，他和他的妻子伊迪絲被授予加拿大勳章。2002年，他們共同被選為加拿大皇家學會會員。2005年，他們共同被授予不列顛哥倫比亞省勳章。
2022年8月29日，畢麥基在他位於溫哥華的家中去世，享年95歲。

## 奧林生物技術
2012年8月，畢麥基和他的妻子伊迪絲成立了奧林生物技術公司（Aurin Biotech Inc.），因為有跡象表明金精三羧酸（ATA）複合物可以抑制補體系統的激活。由於補體系統的激活與許多疾病有關，這些跡象表明，ATA可能是治療這些疾病的有效方法。成立Aurin公司是為了探索使用ATA和相關化合物治療這些疾病的療效，特別關注由異常補體激活引起或加重的疾病。金精三羧酸複合物的低分子量成分已被證明是無毒和口服有效的。

## 外部連結
- Canadian Olympic Assn. profile (olympic.ca)
- UBC Sports Hall of Fame Inductee page
- 2005 Recipients: Doctors Patrick & Edith McGeer （页面存档备份，存于） - Order of British Columbia
- 帕特·麦吉尔在Olympedia的个人资料和比赛数据